# Black Elk Speaks
Black Elk Speaks ("Alce Negro Fala") é um livro de 1932, de autoria de John G. Neihardt, poeta e escritor norte-americano, que conta a história de Black Elk, pajé e místico da tribo Oglala Lakota Sioux.
Durante as entrevistas entre Neihardt e Alce Negro que ocorreram para a elaboração do célebre livro, Black Elk falou em Lakota e seu filho, Ben Black Elk, que estava presente durante as conversações, traduziu as palavras de seu pai para o inglês. Neihardt fez anotações durante esses encontros, que mais tarde usou como base para seu livro.
Frithjof Schuon, que conheceu pessoalmente Ben Black Elk quando visitou as reservas Sioux nos Estados Unidos, entre o final dos anos 1950 e a década seguinte, escreveu que  Alce Negro combinava de forma fascinante o heroísmo combativo e estoico com o porte sacerdotal dos índios das pradarias da América do Norte.
Carl Jung leu o livro nos anos 1930 e pediu sua tradução para o alemão; em 1955, foi publicado como Ich rufe mein Volk (Eu chamo o meu povo).
Reimpresso sucessivamente em inglês nos EUA e em mais de uma dezena de línguas em seguida, inclusive o Português. A versão em português foi publicada como Alce Negro Fala: A história da vida de um homem-santo dos Sioux Oglala (Lisboa, editora Antígona - ISBN 972-608-119-X).
O livro se tornou um clássico da espiritualidade contemporânea, além de revelar aspectos pouco conhecidos da vida religiosa dos índios norte-americanos.
A edição norte -americana de 1988 leva o título de "Black Elk fala: a história de vida de um homem santo dos Oglala Sioux, como contada por John G. Neihardt".

## Controvérsias
Embora Black Elk fosse Oglala Lakota, o livro foi escrito por Neihardt, um não-nativo. Embora o livro seja elogiado pelo público não-nativo e tenha sido inspirador para muitos grupos da Nova Era, o povo tradicional Lakota e os estudiosos nativos americanos não consideram o livro representativo das crenças Lakota. Eles debateram a precisão do relato, que tem elementos de  autobiografia colaborativa, texto de cunho espiritual e outros gêneros. O professor da Universidade de Indiana Raymond DeMallie, que estudou os Lakota por recursos culturais e linguísticos, publicou "O Sexto Avô" em 1985, incluindo as transcrições originais das conversas com Black Elk, além de sua própria introdução, análise e notas. Ele questionou se o relato de Neihardt é preciso e representa plenamente os pontos de vista ou palavras de Black Elk.
A principal crítica feita por DeMallie e estudiosos semelhantes é que Neihardt, como autor e editor, pode ter exagerado ou alterado algumas partes da história para torná-la mais acessível e comercializável para o público branco pretendido da década de 1930, ou porque ele não entender completamente o contexto Lakota.